# 共産主義

主にマルクス・レーニン主義系の共産主義のシンボルともされる赤い星。

現存する共産主義国家（中華人民共和国、朝鮮民主主義人民共和国、ベトナム、ラオス、キューバ）

共産主義（きょうさんしゅぎ、英: Communism、独: Kommunismus、露: Коммунизм、コミュニズム）とは、財産を私有ではなく共同体による所有（社会的所有）とすることで貧富の差をなくすことをめざす思想・運動・体制。
広義には資産共有の思想であるキリスト教共産主義なども含む
19世紀に「共産主義」の主要な潮流となったカール・マルクスやフリードリヒ・エンゲルスらは、資本主義による社会の私有化に対して、土地や工場などの主要な生産手段の社会的所有を主張した（マルクス主義）が、彼らは「共産主義」と「社会主義」をほぼ同義として用いた。
次に20世紀初頭の第二インターナショナル分裂とロシア革命以降は、「共産主義」は特に共産主義革命を目指すボリシェヴィキ（レーニン主義）を指すようになり、資本主義と議会制民主主義の中での社会改良を目指す「社会民主主義」と区別されるようになった。
更にヨシフ・スターリンが定式化したマルクス・レーニン主義では、社会主義革命後は過渡期の「社会主義社会」を経て、理想的な「共産主義社会」に到達する、との社会の発展段階の用語としても主張された（二段階論）。
共産主義のシンボルには、社会主義と同様に赤色や赤旗が広く使用されている。また特にマルクス・レーニン主義系の共産主義を表すシンボルには赤い星や鎌と槌なども使用されている。

## 用語
共産主義（英語: communism、コミュニズム）の用語は「フランス語: communisme」より派生し、その語源は「コミュニティ（共同体）の」または「コミュニティのための」を意味する「ラテン語: communis」と、「状態、運動、思想」への抽象化を示す接尾語の「ism」により造られた。このため直訳では「コミュニティの（コミュニティのための）状態」を意味する。この用語は色々な社会的状況を指すために使用されたが、現代では経済的政治的な組織や体制に関連して使用されるようになり、特にマルクス主義と関連付けて使用されるようになった。著名な例には1848年の『共産党宣言』がある。
この用語の現代の意味での初期の使用例には、1785年頃にフランスの著作家のVictor d'Hupayがニコラ・エドム・レチフ・ド・ラ・ブルトンヌ に送った手紙があり、その中でd'Hupayは自分自身を「フランス語: auteur communiste」（共産主義の作家）と記述した。後にレチフはこの用語を彼の著作で頻繁に使用し続け、政治体制として「共産主義」の用語を使用した最初となった。更に1840年頃にイギリスの社会主義者のJohn Goodwyn Barmbyがこの用語を最初に英語で使用した。
1793年、フランソワ・ノエル・バブーフは「共産主義」との言葉に「完全な平等」という意味を込めて「平等クラブ」を「コミュニストクラブ」と言い換えた。1795年、バブーフは「平民派宣言」で「土地は万人のもの」として、個人が必要以上の土地を私有する行為を批判するなど、平等社会実現のために私有財産制の廃止を主張し、「共産主義の先駆」とも呼ばれる。
1840年代には「共産主義」は「社会主義」と通常は区別されていた。1860年代に「社会主義」の現代的な概念と用法が確立して、同義語として従来使用されていた連携主義者(associationist)、協働主義者(co-operative)、相互主義者(mutualist)などの用語の中で主流となると、この時期は「共産主義」の用語は使用されなくなった。また初期には、社会主義は生産の社会化のみを目的とし、共産主義は生産と消費の両方の社会化（最終財への無償アクセス）を目的とする、との区別も存在した。1888年までにマルクス主義者は「共産主義」の代わりに「社会主義」を採用し、「共産主義」は「社会主義」の古い同義語とみなされるようになった。
1914年の第一次世界大戦勃発で第二インターナショナルが分裂し、社会主義者は自国の戦争を支持する多数派と、戦争反対と国際主義を主張する少数派に分裂した。
1917年のロシア革命でウラジーミル・レーニンは、ロシアの生産力は社会主義革命には不十分との古典的マルクス主義による批判に対抗して、ボリシェヴィキによる権力奪取を行い、「社会主義（社会）」は「資本主義（社会）」と「共産主義（社会）」の中間の発展段階と主張するようになった（二段階論）。更に1918年にロシア社会民主労働党がロシア共産党（後のソ連共産党）に改名すると、「共産主義者」は特にボリシェビズム、レーニン主義（後のマルクス・レーニン主義）などの理論や政策を支持する社会主義者を意味するようになり、政治的思想としての「共産主義」と「社会主義」の区別が明確となったが、しかし各共産党は以後も自らを社会主義を掲げる社会主義者と説明し続けた。
マルクス・レーニン主義においての共産主義は、「能力に応じて働き、労働に応じて受けとる第一段階」である社会主義より段階の高い「能力に応じて働き、必要に応じて受けとる段階」を目指し、職業革命家からなる労働者階級の前衛政党による暴力革命とプロレタリア独裁を肯定し、国有化や経済の中央集権的計画化を行うものとされた。ソ連崩壊まではこの思想が国際的な「共産主義」の定説であり、マルクス・レーニン主義の意味での共産主義に反発する社会主義者から社会民主主義、議会制民主主義と反共を唱える民主社会主義が生まれた。
また「共産主義」と「社会主義」の区別は、宗教に対する文化的態度など地域によっても異なる。キリスト教ヨーロッパでは「共産主義」は無神論と信じられた。プロテスタントのイングランドでは「共産主義」はローマカトリック教会の聖体拝領（英語: communion rite）に言葉が近すぎたため、多くの無神論者は社会主義者を自称した。1848年に出版された「共産主義宣言」でフリードリヒ・エンゲルスは「社会主義は大陸で尊敬されたが共産主義は違った」と述べた。イギリスのオウエン主義者やフランスのフーリエ主義者らは労働者階級の「全体的な社会変革の必要性の提唱者」として尊敬できる社会主義者と考えられたが、共産主義者とは自称しなかった。社会主義の中の共産主義の系統より、フランスのÉtienne Cabetやドイツのヴィルヘルム・ヴァイトリングなどが共産主義的活動を生み出した。そして1848年革命を、民主主義者は自由、平等、友愛を掲げた民主革命とみなし、マルクス主義者はブルジョワ階級によるプロレタリア階級への裏切りとみなした。
なお日本語訳の「共産主義」の「共産」は、「公共が産業を行う」ことから作られた言葉である。

## 社会主義との違い
「社会主義」と「共産主義」は、とりわけマルクス主義に関し、同一視される場合と使い分けられる場合がある。それは以下の歴史的経緯による。
(1) マルクス主義＝共産主義
カール・マルクスとフリードリヒ・エンゲルスが『共産党宣言』を書いた1847年には、社会主義と共産主義の違いは明瞭なものだった。エンゲルスは1890年に出版された『共産党宣言』ドイツ語版の序文で「1847年には、社会主義はブルジョア（中産階級）の運動を意味し、共産主義はプロレタリア（無産階級）の運動を意味した」と説明している。マルクスもエンゲルスも共産主義者と自認していた。マルクスは「社会主義は共産主義の第一段階である」と説明しており、共産主義は社会主義のより良い段階と定義した。(つまりマルクスは社会主義は共産主義の一種と考えていた。)
(2) マルクス主義＝科学的社会主義
1875年にマルクス派とラッサール派の合同によってドイツ社会主義労働者党が創設された際、マルクスはラッサール派によって書かれた綱領草案を厳しく批判する手紙を関係者宛に送った。『ゴータ綱領批判』として知られるものである。その中でマルクスは共産主義の低い段階と高い段階を区別し、低い段階では労働者は労働に応じて受け取り、高い段階では欲求に応じて受け取る、とした。批判対象の綱領草案には共産主義という単語は含まれていなかったにもかかわらず、マルクス自身は手紙の中で共産主義について語った。とはいえ、新しい党は社会主義政党であり、そこに参加したマルクス主義者は社会主義者ということになる。
1880年に出版された『空想から科学へ』において、エンゲルスは、「唯物史観と剰余価値説によって社会主義は『科学』となった」、という見解を示した。マルクスもこの小冊子を「科学的社会主義の入門」として推薦する序文を書いた。これによりマルクス主義は科学的社会主義とも呼ばれるようになった。
(3) 社会民主主義と共産主義の対立
ドイツ社会主義労働者党は1890年にドイツ社会民主党と改称され、マルクス主義者は社会民主主義者とも称するようになった。ドイツ社会民主党は順調に党勢を拡大し、国際的な社会主義運動（第二インターナショナル）の中でもリーダー的存在だった。
しかし第一次世界大戦の勃発に際し、それまでの政策を捨てて自国政府を支持したため、反戦を貫いた社会民主主義者から激しく批判された。レーニンはボリシェヴィキに対して「その公式の指導者たちが、全世界で社会主義を裏切り、ブルジョアジーの側に寝がえってしまった『社会民主党』（『祖国防衛派』と動揺的な『カウツキー派』）という名称のかわりに、われわれは共産党と名のるべきである」と提案した。ボリシェヴィキは1919年に党名を共産党と改称した。以後、社会民主主義と共産主義は明瞭に区別されるようになった。社会民主主義は議会制民主主義の尊重や漸進的改革の主張を意味し、共産主義は革命によるプロレタリアート独裁の主張を意味した。
レーニンは1917年に出版された『国家と革命』でマルクスの『ゴータ綱領批判』を詳しく解説し、理論面でもマルクスの共産主義論を復権させた。以後、革命後の体制はプロレタリアート独裁期を経て社会主義へと移行し、さらに共産主義へと発展する、という考え方が定着した。マルクスの言う共産主義の低い段階は社会主義と位置づけられた。
(4) 共産党の社会民主主義化
一時は圧倒的だったソ連の権威は、1956年のスターリン批判、ハンガリー動乱、1968年のプラハの春などの事件によって次第に低下した。西欧諸国の共産党はソ連共産党との違いを強調するようになった。自由や民主主義を強調するユーロコミュニズムがその一例である。共産党の政策は社会民主主義政党の政策と大差ないものになり、社会民主主義と共産主義の違いも再び曖昧になった。

## 思想

### 黎明期の共産主義思想
コミュニズム（共産主義）という言葉の由来はラテン語の「communis（）」であり、共有、共通、共同 を意味する。歴史的に最も早い使用例はシルヴィ父子によって書かれた『理性の書』（1706年）である。私有財産の否定による完全平等の実現という現在使われる文脈とほぼ同じ意味でコミュニズム（共産主義）という語を用いた最初の人物はフランソワ・ノエル・バブーフである。バブーフは後に「共産主義の先駆」とも呼ばれ、また前衛分子による武装蜂起や階級独裁などの革命思想の概念の先駆者の一人でもある。またルイ・オーギュスト・ブランキも武装した少数精鋭の秘密結社による権力の奪取や人民武装による独裁といった概念を主張した。
その後、フランスにおいて社会主義や共産主義などの思想が広まった。1842年に出版されたローレンツ・フォン・シュタインの著作『今日のフランスにおける社会主義と共産主義』がその概要をドイツに伝え、マルクスやエンゲルスもそれによってフランスの思想状況を知った。
エンゲルスは『空想から科学へ』の中で次のように述べた。
「大きなブルジョア運動がおこるたびごとに、近代的プロレタリアートの、多少とも発展した先駆者である階級の、自主的な動きがいつも現われた。たとえば、ドイツの宗教改革と農民戦争との時代における再洗礼派とトマス・ミュンツァー、イギリス大革命における平等派（レヴラーズ）、フランス大革命におけるバブーフがそれである。まだ一人前になっていなかった階級のこれらの革命的蜂起とならんで、それにふさわしい理論的表明がおこなわれた。一六、一七世紀には理想的社会状態の空想的な描写が、一八世紀にはすでにあからさまな共産主義理論（モレリーとマブリー）が現われた。」

### マルクス主義（科学的社会主義）
マルクスとエンゲルスは、1847年6月に共産主義者同盟の綱領的文書として執筆した『共産党宣言』において、資本主義社会をブルジョワジー（資本家階級）とプロレタリアート（労働者階級）の階級対立によって特徴づけ、ブルジョワ的所有を廃止するためのプロレタリアートによる権力奪取を共産主義者の当面の目標とした。最終的に階級対立は解消され、国家権力は政治的性格を失うとし、各人の自由な発展が、万人の自由な発展の条件となるような協同社会（共産主義社会）を形成する条件が生まれるとした。
エンゲルスは、1880年に出版された『空想から科学へ』において、唯物史観と剰余価値説によって社会主義は科学となったとし、自らの立場を科学的社会主義と称した。共産主義社会の詳細な構想を語るのではなく、資本主義社会の科学的分析によって共産主義革命の歴史的必然性を示そうとするところにマルクス主義の大きな特徴がある。
とはいえ、マルクスやエンゲルスが共産主義社会のイメージを語った例もいくつか存在する。前述の『共産党宣言』のほか、1873年に出版された『資本論』第一巻の第二版には、「共同の生産手段で労働し自分たちのたくさんの個人的労働力を自分で意識して一つの社会的労働力として支出する自由な人々の結合体」についての言及がある。社会的分業の一環としての労働が私的な労働として行われる商品生産社会を乗り越えた社会についての記述であり、事実上の共産主義論と見なされている。また、直接言及した箇所には第一版の「共産主義社会では、機械は、ブルジョワ社会とはまったく異なった躍動範囲をもつ」、第二版の「共産主義社会は社会的再生産に支障が出ないようあらかじめきちんとした計算がなされるだろう。」がある。1875年、マルクスは『ゴータ綱領批判』の中で共産主義社会を低い段階と高い段階に区別し、低い段階では「能力に応じて働き、労働に応じて受け取る」、高い段階では「能力に応じて働き、必要に応じて受け取る」という基準が実現するという見解を述べた。
その後の歴史的展開により、マルクス主義には様々なバリエーションが存在する。マルクス・レーニン主義、トロツキズム、毛沢東主義、ユーロコミュニズムなどである。

### 無政府共産主義
無政府共産主義は自由主義共産主義とも呼ばれ、国家や私的所有権や資本主義などの全廃を提唱し、生産手段の社会的所有、自主的な組合や生産現場における労働者評議会による直接民主主義や水平的なネットワーク、「能力に応じて働き、必要に応じて受け取る」との指導原理をベースとした消費、などに賛成する。
ピョートル・クロポトキンやマレイ・ブクチンなどの無政府共産主義者は、そのような社会のメンバーは公的企業や相互扶助の利益を認識しているために必要な労働を自発的に達成すると信じた。一方で、ネストル・マフノやリカルド・フロレス・マゴンなどは、無政府共産主義の社会では子供や老人、病人、弱者などを除いた全員は労働を義務とされるべきと確信していた。
クロポトキンは、真の無政府共産主義社会では「怠惰」または「サボタージュ」は大きな問題になると考えなかったが、自由な無政府共産主義では、担当した仕事を実行するという共通の合意を満たさないままで離脱する事を認めた。

### キリスト教共産主義
キリスト教共産主義は、キリスト教を中心にした宗教的共産主義の形態の1つである。その理論的および政治的な理論は、イエス・キリストがキリスト教徒に理想的な社会体制としての共産主義を論じた、という視点をベースとしている。
キリスト教共産主義は、キリスト教社会主義の急進的な形態と見ることもできる。また多くのキリスト教共産主義者は、過去に独立した、国家の無い共同体を形成したため、キリスト教共産主義とキリスト教無政府主義の間には関連がある。キリスト教共産主義者には、マルクス主義の色々な潮流に、賛成する者、賛成しない者などがいる。
キリスト教共産主義者はまた、資本主義を社会主義に置換え、更に将来には共産主義に移行する、などの点では、マルクス主義者と政治的な目標を共有する。しかしキリスト教共産主義者は、社会主義者または共産主義者の社会が組織されなければならないとするマルクス主義、特にレーニン主義に対してはしばしば賛同しない。

## 歴史
共産主義の源流とされる思想の歴史は古く、プラトンの国家論、マズダク教の平等主義運動、キリスト教共産主義などの宗教における財産の共有、空想的社会主義と呼ばれる潮流における財産の共有、フランス革命でのジャコバン派、一部のアナキズムによる無政府共産主義などがある。19世紀後半にカール・マルクスとフリードリヒ・エンゲルスが共産主義思想を体系化し、唯物史観を基本に生産手段の社会的共有と私有財産制の制限による共産主義革命を掲げた「マルクス主義（科学的社会主義）」が共産主義思想の有力な潮流となった。

十月革命の成功によるソビエト連邦の成立により、ウラジーミル・レーニンによる革命的な党の組織論などをマルクス主義に総合した「レーニン主義」が影響力を高め、後に「マルクス・レーニン主義」として定式化された。更にレフ・トロツキーによるマルクス主義の概念である「トロツキズム」、毛沢東による当時の中国の状況に適合させたマルクス主義の解釈である「毛沢東主義」など、マルクス主義は革命の起こった国の指導者の考えや国情により多数の思想や理論、運動、体制となり世界へ広まっていった。
ソビエト連邦の崩壊以降は「正統派マルクス主義」の影響力は世界的に大きく低下したが、マルクス主義または非マルクス主義の、各種の共産主義の思想や運動が存在し続けている。

### 空想的社会主義
19世紀前半にはアンリ・ド・サン＝シモン、シャルル・フーリエ、ロバート・オウエンといった思想家達が、ユートピア構想に基づく社会主義的理論と、共同体の運営実験を行った。ロッチデール先駆者協同組合やニュー・ラナークはその試みの例である。彼らの思想はカール・マルクスやフリードリヒ・エンゲルスにも影響を与えた。エンゲルスは彼らの思想を「空想的社会主義」と特徴づけた。

### 共産主義者同盟

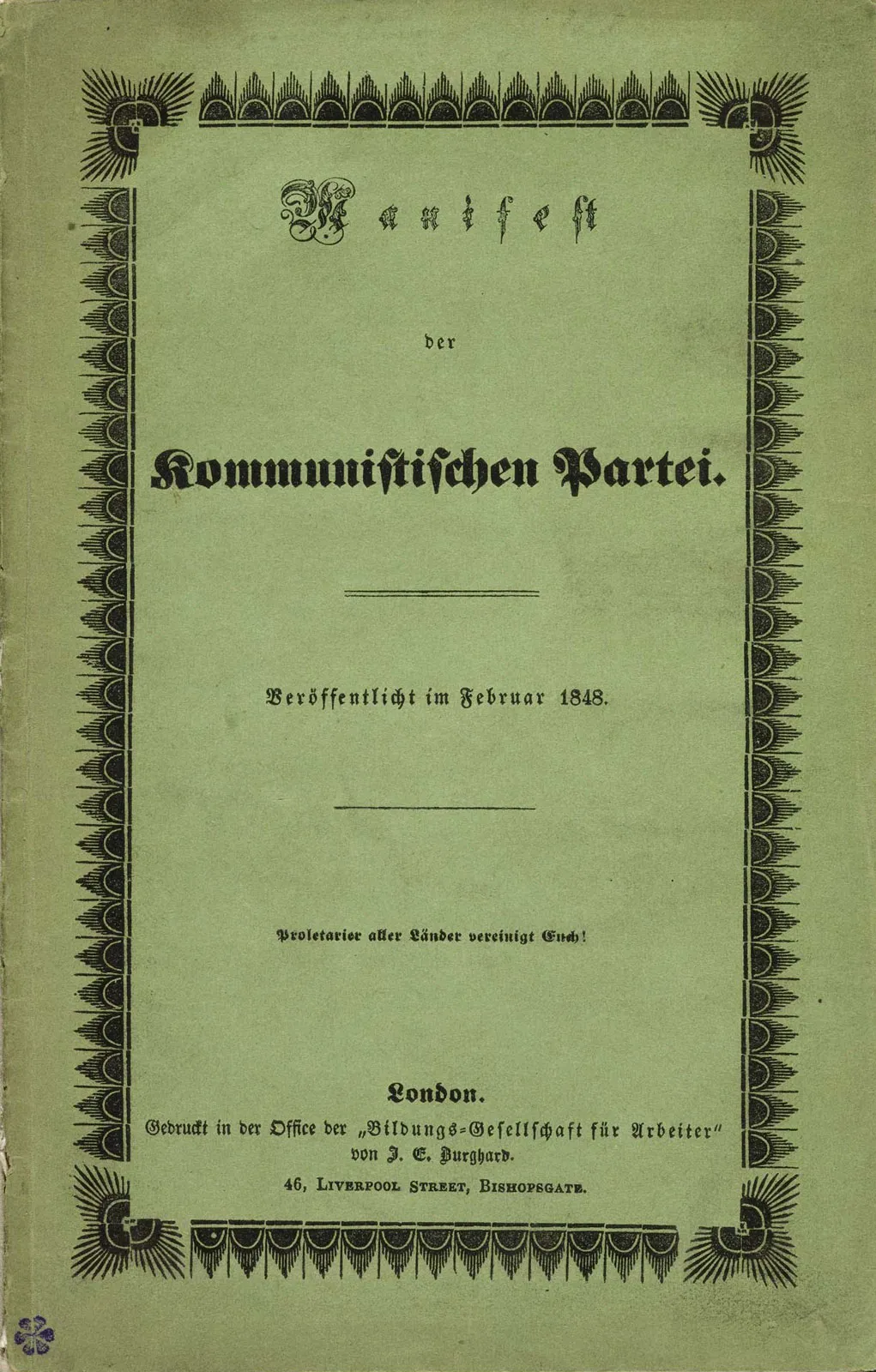
共産党宣言

1834年、パリで君主主義に反対するドイツ人亡命者の秘密結社、追放者同盟が結成された。1837年にカール・シャッパー、ヴィルヘルム・ヴァイトリングらが分裂し、正義者同盟を結成した。1838年に同盟では共産主義的綱領が採択され、最初の共産主義団体となった。やがて合法活動に転じたシャッパーと武装蜂起路線をとるヴァイトリングの対立が表面化し、同盟は分裂状態に陥った。
1846年2月にマルクスとエンゲルスはブリュッセルでブリュッセル共産主義通信委員会を結成した。マルクスらとシャッパー派は連携し、正義者同盟の再編を行った。1847年6月に正義者同盟は共産主義者同盟と改称し、再スタートを切った。シャッパーはマルクスとエンゲルスに綱領的文書の作成を依頼し、シャッパーの校閲を経た上で発表された。これが『共産党宣言』である。

### 第一インターナショナル
1866年、ジュネーブで社会主義者の国際組織第一インターナショナルが初開催された。この組織の中でマルクスの理論は次第に影響力を強めていくが、ピエール・ジョゼフ・プルードンやミハイル・バクーニン等の無政府主義者と対立した。1872年にはマルクス派がバクーニンを除名し、第一インターナショナルは分裂した。
同じ頃ピョートル・クロポトキンは無政府主義の延長上にある無政府共産主義を唱え、幸徳秋水を始めとする世界の思想家に影響を与えた。

### 社会民主主義の成長と挫折
1889年にはマルクス主義派が中心となって第二インターナショナルが設立された。中心的な役割を果たしたのはドイツ社会民主党であり、カール・カウツキーが同党の中心的理論家として活躍し、マルクス主義の権威も高まった。しかし同党では1890年代にプロレタリア独裁や暴力革命を否定するエドゥアルト・ベルンシュタインらによる修正マルクス主義とカウツキーらの論争（修正主義・教条主義論争）が勃発した。後に修正主義の路線は社会民主主義へ合流していった。
マルクス主義はゲオルギー・プレハーノフによってロシアにも持ち込まれ、ロシア社会民主労働党のイデオロギーとなった。ロシア社会民主労働党のウラジーミル・レーニンは、ボリシェヴィキと呼ばれる分派を形成し、革命は少数精鋭の職業革命家により構成される前衛党に指導されるべきと主張し（レーニン主義）、これにメンシェビキやカウツキー、ローザ・ルクセンブルクらが反論して激しい論争が発生した。
しかし1914年に第一次世界大戦が始まると、加盟政党は国際主義に基づく戦争反対の主張を放棄してそれぞれ自国政府の戦争を支持し、第二インターナショナルは崩壊した。戦争反対を貫いたのはボリシェヴィキのほかには、カウツキー、ベルンシュタイン、ルクセンブルクらが結成したドイツ独立社会民主党をはじめとするごく少数だった。

### ロシア革命の成功と世界革命支援
ボリシェヴィキは1917年10月にロシアで武装蜂起を成功させ（十月革命）、権力を獲得した。1918年には党名をロシア共産党に変更し、ドイツとブレスト＝リトフスク条約を結んで第一次世界大戦から離脱した。土地の社会化や労働者統制などの政策を実施した。
一方ドイツ帝国では、1918年11月12日に皇帝ヴィルヘルム2世が退位すると、独立社会民主党のカール・リープクネヒトによって社会主義共和国の成立が企てられたが、戦争中から和平に転じた社会民主党が機先を制し、社会民主党主導の政府が成立した。同年12月、独立社会民主党から分裂したルクセンブルクとリープクネヒトによってドイツ共産党が成立し、ドイツ革命を目指したが翌年1月に鎮圧された（スパルタクス団蜂起）。
ロシア共産党は1919年にコミンテルンを設立して世界各地の革命を支援した。この結果生まれたのがハンガリー・ソビエト共和国等であったが、大半が短期間のうちに消滅した（参照）。しかしコミンテルンの革命支援・共産党に対する指令の動きはその後も継続された。コミンテルン書記のカール・ラデックは、革命を起こすために各国の右派との連帯を目指すナショナル・ボルシェヴィズム路線を提唱し、ルール占領に反対するストライキなどで右派政党との協調路線をとらせた。
ペルーではホセ・カルロス・マリアテギが1928年にペルー社会党を結成したが、彼が『ペルーの現実解釈のための七試論』（1928年）で示した独自の理論は1929年にコミンテルンから否定され、1930年にコミンテルン支部としてペルー共産党が結成された。彼は生前は評価されなかったが、死後ラテンアメリカ先住民の復権を唱えたインディヘニスモやラテンアメリカのマルクス主義者に大きな影響を与え、チェ・ゲバラやセンデロ・ルミノソやトゥパク・アマル革命運動などの後のラテンアメリカ左翼運動に影響を残している。

### スターリン主義とトロツキー主義
内戦終結後の1922年にソビエト連邦が成立した。1924年、ソ連でレーニンに代わって指導者となったスターリンは、マルクス、エンゲルスからレーニンへと受け継がれた世界革命の思想をソ連の現実に合わせる形で修正した（スターリニズム）。
マルクスやレーニンにとっては、共産主義革命とは世界革命であった。後進国の革命は先進国の革命と結びつくことによってのみ共産主義へ到達できるものとされていた。しかしスターリンは、1924年に発表された「十月革命とロシア共産主義者の戦術」の中で、ソ連一国だけでも社会主義を実現することが可能だとする一国社会主義論を主張した。そして、1936年のスターリン憲法制定時に、ソ連において社会主義は実現されたと宣言した。コミンテルンの指導部もスターリンの影響下に落ち、社会民主主義を「ファシズムの双生児」と定義した社会ファシズム論が主張されるようになった。
スターリンは農業集団化を強引に進め、農民の抵抗が激しくなると、スターリンは1930年に、「共産主義が実現するにつれて国家権力は死滅へと向かう」というマルクス以来の国家死滅論を事実上否定し、「共産主義へ向かえば向かうほどブルジョワジーの抵抗が激しくなるので国家権力を最大限に強化しなければならない」とした。
しかしコミンテルン支部である各国共産党による革命路線と社会民主主義勢力への攻撃は、各国での共産主義革命にはつながらず、結果的にはイタリアでのファシズムやドイツでのナチスの政権獲得を許したため、1935年にコミンテルンは左派の連帯をとる人民戦線戦術へと転換し、スペイン内戦で人民戦線政府を支援した。しかし1936年から1938年には大粛清がはじまり、共産党幹部を含めた数百万の人々が犠牲になった。コミンテルンの活動家も例外ではなく、ハンガリー革命の指導者クン・ベーラを始めとする多くの活動家が処刑された。
第二次世界大戦にあたっては、「労働者は祖国を持たない」という『共産党宣言』以来の国際主義を放棄し、ロシア人の愛国心に訴えかけて戦争を遂行した。ナチス・ドイツに勝利した後の1945年5月、赤軍指揮官を集めた祝宴の中でスターリンは、「私は、なによりもまずロシア民族の健康のために乾杯する。それは、ロシアの民族が、ソヴィエト連邦を構成するすべての民族のなかで、もっともすぐれた民族であるからである」と演説した。また連合国の警戒心を解くため、1943年にコミンテルンを解散した。
レフ・トロツキーと彼の支持者は、スターリンの一国社会主義論を強く批判し、ボリシェヴィキ内部で党内闘争を続けた末に敗れた。1929年にトロツキーはソビエト連邦から追放された。トロツキー派は変質したコミンテルンに変わる新しい国際組織として1938年に第四インターナショナルを創設した。

### 社会主義国家陣営の成立

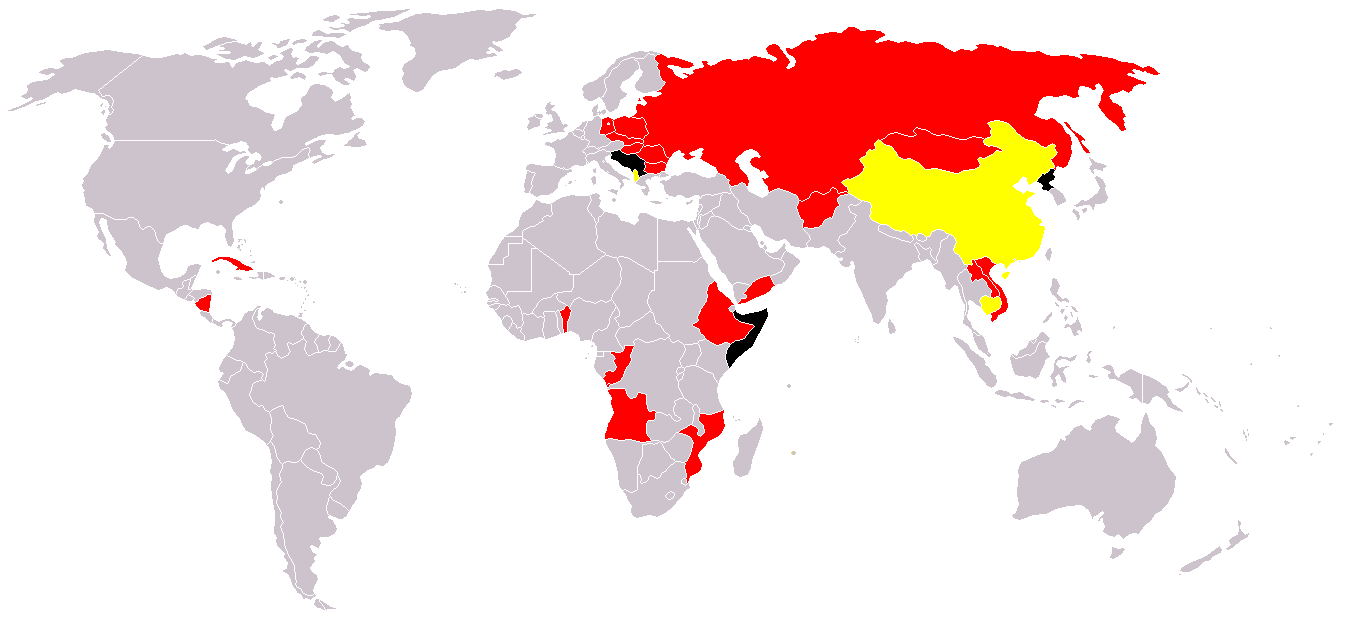
冷戦時の共産主義圏。赤はソビエト連邦及び親ソ派の共産党政権。黄色は中華人民共和国及び親中派の共産党政権（アルバニアと民主カンプチアのみ）。黒は中ソいずれにも属さない共産党政権（ユーゴスラビア、北朝鮮、ソマリアのみ）。

1945年の独ソ戦におけるソビエト連邦の勝利は、ソ連の影響下に置かれた社会主義国を多数生み出した。1947年、ソ連を含む東欧諸国の共産党はコミンフォルムを結成し、東側諸国を形成していくことになる。西側諸国との対立は深まり、冷戦が開始された。西側諸国の一部では共産主義者の追放（赤狩り）なども発生した。
1948年にはユーゴスラビア共産党が非同盟運動を提唱してコミンフォルムを脱退、ソ連・東欧諸国とは一線を画した。同時に独自の自主管理社会主義を打ち出し、ソ連型とは異なる分権的な経済システムの構築を始めた。1949年には中国共産党が国共内戦に勝利し、中華人民共和国を成立させた。1950年には朝鮮戦争が勃発し、冷戦期に多く見られる西側と東側の支援を受けた地域紛争の初例となった。

### 共産主義運動の多様化
スターリンが死んだ3年後の1956年、ソ連共産党第一書記のニキータ・フルシチョフがスターリン批判を行ってスターリンの権威を失墜させ、世界中の共産党に大きな衝撃を与えた。ソ連はスターリン体制の改革に動きだし、各国の共産党も追随した。
一方、中華人民共和国とアルバニアはスターリン死後のソ連の変質を、「修正主義」「社会帝国主義」と見なして激しく攻撃し、自らを反修正主義として正当性を主張した。一方のソ連も毛沢東の人民弾圧を非難して、両国は厳しく対立することになった（中ソ対立）。ソ連の指導から離れた中国共産党は毛沢東の指導下で毛沢東思想を形成していくことになる。中ソ対立は世界中のコミンテルン直系の共産党に分断をもたらし、新左翼の間にも信奉者を生んだ。国家の政権を握った例では、アルバニア労働党とクメール・ルージュが中華人民共和国側についた。
毛沢東の指導下の中国共産党は、事実上、国際的な共産主義潮流の分断を再びもたらした。毛沢東死後の中国では鄧小平が実践する鄧小平理論の下で社会主義市場経済が導入されたが、中華人民共和国が資本主義を導入して反修正主義的な毛沢東主義が顧みられなくなった1980年代以降も、ペルーやインド、ネパールなどで毛沢東主義を掲げる共産党によって武装闘争が繰り広げられた。
また同年、ハンガリー動乱においてソ連率いるワルシャワ条約機構軍が民衆の蜂起を弾圧したことは、各国でソ連に対する失望を産むことになった。欧米や日本では新左翼（ニューレフト）と呼ばれる潮流が発生し、トロツキズムも影響力を拡大した。
1959年にキューバ革命が成功すると、ラテンアメリカ、アフリカ、中東におけるソ連派と西側派の抗争が高まった。これらは「代理戦争」とも呼ばれる。ベトナム戦争やコンゴ動乱、アンゴラ内戦、オガデン戦争などきわめて長期間に及ぶ大規模な紛争も発生した。ラテンアメリカでは、マリアテギやチェ・ゲバラ、毛沢東思想等の多様な影響を受けた左派がゲリラを形成した。
1968年にはチェコスロバキアの改革の動き「プラハの春」が始まったが、再びワルシャワ条約機構軍によって鎮圧された。この事件はさらにソ連への失望を産むことになり、西欧の共産党はソ連型社会主義とは一線を画した、いわゆる「ユーロコミュニズム」と呼ばれる、市場経済や、個人の自由や民主主義を前提とした共産主義を目指して行く。その中心はイタリア共産党であったが、日本共産党も「自由と民主主義の宣言」によって、市民的自由や政権交代を含む多党制の擁護を明確にし、日本型社会主義のビジョンを提起する。
1977年頃、アルバニアのエンヴェル・ホッジャはアメリカと接近した中国とも訣別し、アルバニア派と呼ばれる独自のスターリン主義派（ホッジャ主義）を形成した。この潮流は、自分自身をスターリンの遺産の厳格な防衛者と定め、他の全ての共産主義集団を修正主義と激しく批判した。エンヴェル・ホッジャはアメリカ合衆国、ソビエト連邦、中華人民共和国を批判し、1968年にワルシャワ条約機構がチェコスロバキアに軍事侵攻したプラハの春を非難した。ホッジャは1978年の中国との決裂後、アルバニアは世界で唯一のマルクス・レーニン主義国家となると宣言した。同様にソ連と距離を置く独自路線を行っていたユーゴスラビアのチトー主義や、ルーマニアのニコラエ・チャウシェスク、北朝鮮の金日成も批判したアルバニアは孤立を深めることになる。一方でこのアルバニアのイデオロギーは、 コロンビアの人民解放軍やブラジル共産党など主にラテンアメリカで毛沢東主義の大きなシェアを獲得し、国際的な賛同者を産んだ。この傾向は後にホッジャ主義と呼ばれた。アルバニアで共産主義者の政権が倒れた後、親アルバニア政党は国際会議のマルキストレーニスト諸派諸組織の国際会議に参加した。

### ソ連型社会主義の崩壊と各国の動向
ソ連や東欧の共産党政権は、1989年以降に次々と崩壊し、1991年にはソ連が解体された。
ソ連・東欧の共産主義政権崩壊の理由としては、社会主義国の経済の停滞が長く続き、西側から大きく引き離されてしまったこと、ゴルバチョフ政権が推進したグラスノスチにより共産貴族の腐敗の実態が暴露されたこと、衛星放送の普及などで国民が西側の豊かな生活を知ってしまったことなどがある。経済停滞の原因には、一党独裁・中央集権による官僚主義（ノーメンクラトゥーラ）や非効率、西側の封じ込め政策である禁輸、過度の軍需・重工業優先による民生部門（軽工業・流通・サービス・農業）の立ち後れなどがある。
中華人民共和国は、毛沢東が主導した大躍進政策や文化大革命によって社会的混乱を経験した後、1970年代後半から主導権を握った華国鋒により西側諸国との国交を相次いで樹立し、次いで後継者となった鄧小平の指導で1980年代以降改革開放を進め、社会主義市場経済を標榜した。これは、資本主義と社会主義の混合経済とする見方もあり、毛沢東時代の横並び的な平等思想とは全く異なる。「鄧小平理論」として具現化されたこの考えは、ほぼ同時期に西側で行われたレーガノミクスやサッチャリズム同様、一種のトリクルダウン理論だと考えられている。「発達した資本主義経済から社会主義経済へ移行する」というマルクス主義の経済発展段階の学説に基づき、市場原理の導入によって経済を発展させ、それを基に社会主義社会を通して共産主義社会を目指すとしており、現在は資本主義社会から社会主義社会への過渡期であると主張している。しかし、鄧小平による改革開放路線採用以降、民工などの過酷な労働者の搾取が存在し、貧富の格差が増大するなど、その路線の問題点も指摘されている。
ベトナムは、ベトナム戦争期において、中ソ間の等距離外交に努め、両国の支援によりアメリカ合衆国と砲火を交え、これを撤退に追い込んだ。戦後は親ソ政策に舵を切り、また隣国カンボジアに侵攻して独自の原始共産主義を掲げる親中派のクメール・ルージュ（ポル・ポト派）を駆逐したことで、中越戦争を招いた。さらに、カンボジア駐留の長期化により、国際的に孤立し、経済を悪化させた。
しかし、1986年にはドイモイ政策を掲げて市場経済を部分的に導入し、以降中国を除く他の社会主義国が急速に衰えていく中、逆に高い経済成長率を達成した。ソ連崩壊の前後には、ベトナム共産党の党規約および憲法に「ホー・チ・ミン思想」を明記し、共産主義をベトナムの事情に合わせて解釈する独自路線を採用した。その後は、アメリカや日本など西側諸国との関係を深め、またカンボジア問題の解決により中華人民共和国とも和解し、これらの国々と良好な状態を保っている。
北朝鮮は独自の主体思想を標榜し、ソ連・東欧の崩壊に伴う交易環境の悪化にもかかわらず体制を維持したが、経済は破綻、深刻な飢餓によって数百万の死者を出したといわれる。なお、2010年9月28日の第3回党代表者会で採択された朝鮮労働党の党規約では、「社会主義」や「マルクス・レーニン主義」は残されたものの「共産主義」の文言は削除されている。
冷戦終結後に最大の援助国ソ連を失ったキューバは、米国の経済封鎖下で深刻な経済危機に直面したが、都市部での有機農法での食料増産や省エネルギー政策で持ち直した。国民には民主化が不十分な事への不満は多いが、無料の教育や医療や、他のラテンアメリカ諸国への医療援助などで一定の支持を得ている。最近ではベネズエラなどのラテンアメリカ諸国との経済交流が進んでいる。
西側諸国では、冷戦期は社会主義に対する脅威もあり、労働法制の強化や、社会保障を充実させるなど、労働者の権利を認めざるを得なかったが、1980年代以降経済的な規制を緩め、市場原理主義を推進する新保守主義（新自由主義）が台頭し、再び資本主義国の労働者が過酷な境遇に追い立てられている。また国際通貨基金の介入により韓国、中南米諸国など中進国に導入された新自由主義は、先進国以上に深刻な貧困と社会的な分断を生み出した。これらの資本主義諸国における国会に議席を持つ共産主義諸党の多くは「自由と民主主義を土台にした共産主義」を主張している。
欧州評議会議員会議は2006年1月25日の1481号決議において、「20世紀に席巻し、現在でも依然としていくつかの国で権力を握っている全体主義的な共産主義政権（The totalitarian communist regimes）は、例外なく、大規模な人権侵害を行なってきた。そこには、強制収容所、人為的な飢饉、拷問、奴隷労働およびその他の組織的暴力などによる個人および集団の殺害、また、民族的または宗教的迫害、良心や思想を表明する言論の自由と表現の自由への侵害、報道の自由の侵害、政治的多元主義の欠如などが含まれる。」「全体主義的共産主義体制における犯罪は、階級闘争理論とプロレタリア独裁の原則の名の下に正当化されてきた。共産主義の敵として排除された膨大な数の犠牲者は自国民であった。」「これらの犯罪は、ナチズムの犯罪のように、国際社会によっていまだ裁かれていない。その結果、共産主義政権の犯罪に対する諸国民の認識は非常に乏しく、一部の国では、共産党は合法政党であり、活動的な場合もある。」
「欧州評議会は、共産主義体制の犯罪を強く非難するとともに、共産主義体制の犠牲者の苦しみに同情し、理解することは倫理的な責務であると考える。」と決議した

## 現在
国家が憲法などで共産党を指導政党と規定する国家には以下がある。
- マルクス・レーニン主義を掲げる国
  -  中華人民共和国 - 中華人民共和国憲法 24条で「共産主義」を明記[49][50]
  -  ベトナム
  -  ラオス
  -  キューバ
- その他（現在はマルクス・レーニン主義を掲げていない国）
  -  朝鮮民主主義人民共和国- 主体思想[51]

上記の他、アジア、アフリカやラテンアメリカの国々では、国家や政権与党が「社会主義」や「共産主義」を掲げ、複数政党制をとる諸国が多数あるが、これらは通常は、「社会主義国」「共産主義国」とは呼ばれていない。また資本主義を掲げる政党が与党の国々で、通常「資本主義国」と呼ばれる国々でも、共産主義を掲げる共産党や、各種の共産主義の思想や運動が存在しており、資本主義や自由主義、あるいは新自由主義に対する批判や共産主義の思想に基づく政策の実施を要求している。また共産主義の思想や運動に対する反対や批判には各種の反共主義がある。
国際組織としては、1943年のコミンテルン解散以降、各国主要共産党が参加する国際組織は存在しないが、大会時に相互に代表を派遣したり、共産主義に関する研究の到達点に関して、相互に情報を交換しあう理論交流などが行われている。また、社会主義系の国際組織であるインターナショナルのうち、共産主義を掲げているものには、トロツキズム系の第四インターナショナル（各派に分裂中）、左翼共産主義系の国際共産主義潮流などがあり、共産主義が提唱されているが存在していないものに第五インターナショナルがある。
日本では日本共産党や、新左翼系の革マル派、中核派、社青同解放派、第四インターナショナルなどの党派が、それぞれ異なる共産主義を掲げている。

## 議論
共産主義に関する議論や論争は、様々な立場からなされている。生産手段や商品売買の形態を土台とする、下部構造・上部構造論への異論のほか、マルクス経済学の等価交換の法則は、価値観や品質という概念を無視して材料費や生産性のみで商品を解釈しているという批判がある。唯物史観は生産手段や雇用形態の発展とその矛盾による階級闘争でしか人類の歴史を見ていないと言う批判がある。自由主義者は「財産を共有する」必要性や、平等を絶対善と前提した上での平等主義や階級闘争に反対している。
社会主義者からの共産主義の批判としては、社会主義者のベルンシュタインは階級間は単純に闘争しているのではなく時に敵対しつつも、お互いに補完したりアウフヘーベンしているとし、労働者の反乱や革命にのみ注目して、階級闘争を歴史の必然だとするマルクスの歴史観に反対し、社会主義革命は不要だと唱えた。
経済哲学者のフリードリヒ・ハイエクや哲学者のカール・ポパーなどが共産主義を批判しており、ユダヤ人で反ファシストのハンナ・アーレントは「全体主義の起源」で、国家社会主義(ナチス)と科学的社会主義(共産主義)は敵対したが、計画経済と集産主義という点でこの２つの概念は共通していると考察した。

## 基本文献
- 『共産党宣言』
- 『空想から科学への社会主義の発展』
- 『資本論』
- 『ゴータ綱領批判』
- 『ドイツ・イデオロギー』